# 彩虹色
彩虹色或虹彩（英語：Iridescence），是一种结构色。彩虹色常见于肥皂泡、蝴蝶翅膀、贝壳等物体。

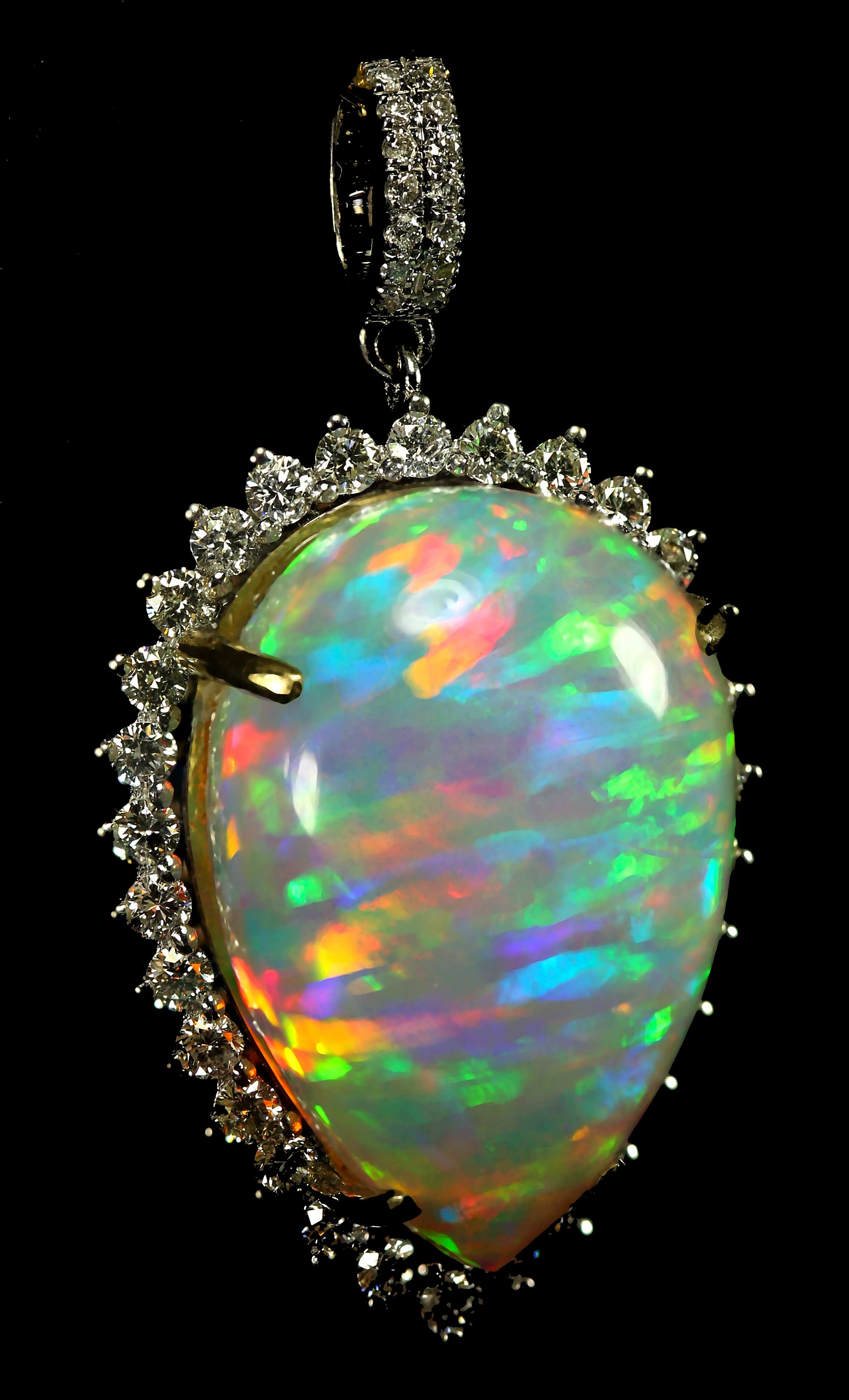
蛋白石常展幻彩色澤

## 色彩原理
如果观测物体表面的角度改变，色彩也随之改变，这样一种光学现象就叫做虹彩现象，即彩虹色。
入射光线在进入两层或者多层半透明的结构时，会在结构内部形成多重反射光线，这些反射光线的相位移动和相互干涉作用导致某些波长频率的增强或者减弱，从而形成彩虹色。

## 常见举例
- 某些昆虫的翅膀，如闪蝶
- 一些鸟类的羽翅，如孔雀、綠簑鳩
- 某些无脊椎动物的外壳，如鲍鱼
- 许多脊椎动物眼睛的虹膜
- 少见于植物中，卷柏的叶子
- 具有纳米晶体结构的纤维素